# Land Rover Ma'an Assembly Plant
Die Land Rover Ma'an Assembly Plant Co., Ltd. war ein im Oktober des Jahres 2000 gegründetes Joint-Venture der Marke Land Rover mit der Shahin Group. Der Unternehmenssitz befand sich im Industriegebiet der Stadt Maʿan im Königreich Jordanien. Zur Errichtung des Werkes wurde eine Gesamtsumme von 100 Millionen USD aufgebracht und über 1000 Arbeitnehmer seither beschäftigt. Pro Produktionsjahr verließen in etwa 5000 Fahrzeuge die Werkshallen.
Die Arbeit wurde im Spätjahr 2004 aufgenommen. Als erste Produkte wurden der Defender und der Discovery zusammengebaut. Die Fahrzeugteile des Defender werden aus dem englischen Produktionswerk in Solihull bezogen. Angeliefert werden die Bausätze am Hafen gelegenen Lager in der Aqaba Special Economic Zone und werden anschließend in das Werk zur Montage transportiert. Später wurde dieser dann durch den LR3 ersetzt, der 2009 selbst wieder durch den neueren LR4 abgelöst wurde. Der Discovery hingegen wird komplett im jordanischen Werk hergestellt. Seit 2008 rollt hier auch der LR2 vom Band.
Als Importmodelle hingegen sind der Range Rover und der Range Rover Sport erhältlich. Seit 2010 gibt es zusätzlich den Range Rover Evoque.
Für den Vertrieb der Fahrzeuge ist das Werk selbst zuständig. In Jordanien werden die Fahrzeuge durch die Vertriebspartner Ole Jordan und Mahmoudia Motors vertrieben. In den anderen Ländern des Nahen Osten wird der Vertrieb über das Land Rover Customer Relationship Centre in Dubai geregelt.
Seit 2024 werden im Werk von Aqaba keine Land Rover-Modelle mehr hergestellt.

## Modellübersicht

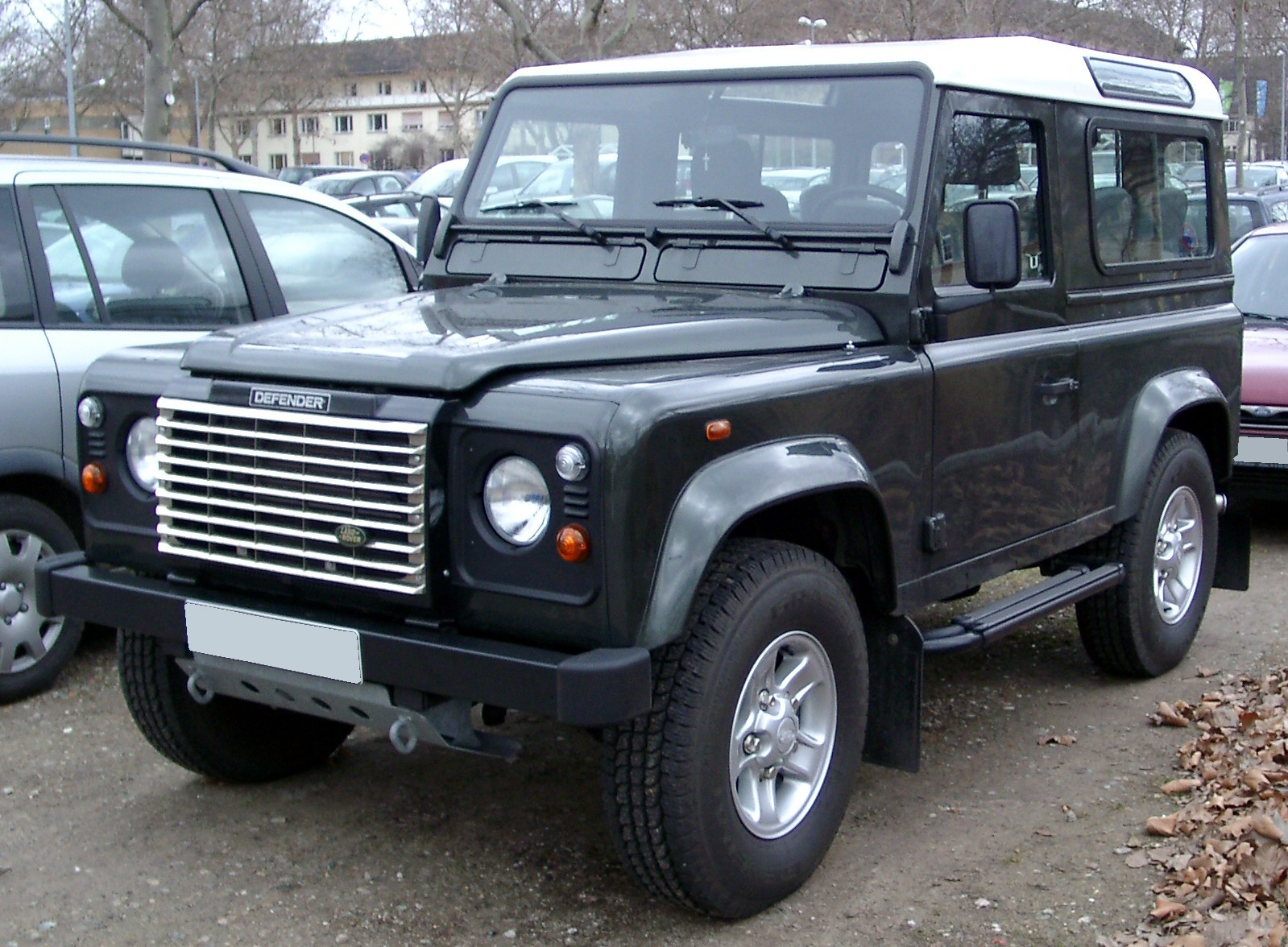
Land Rover Defender 2002 bis 2016
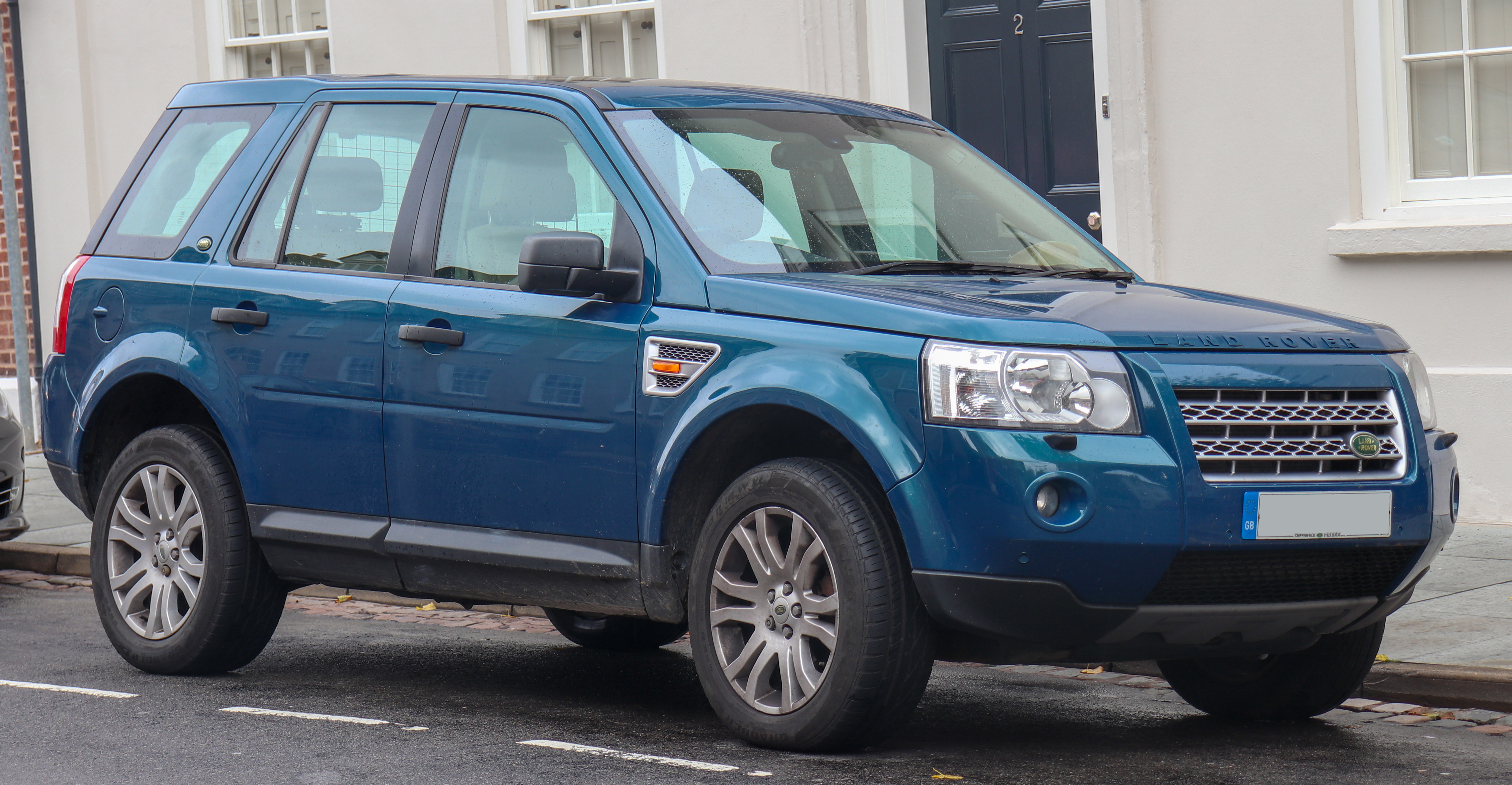
Land Rover LR2 2008 bis 2014
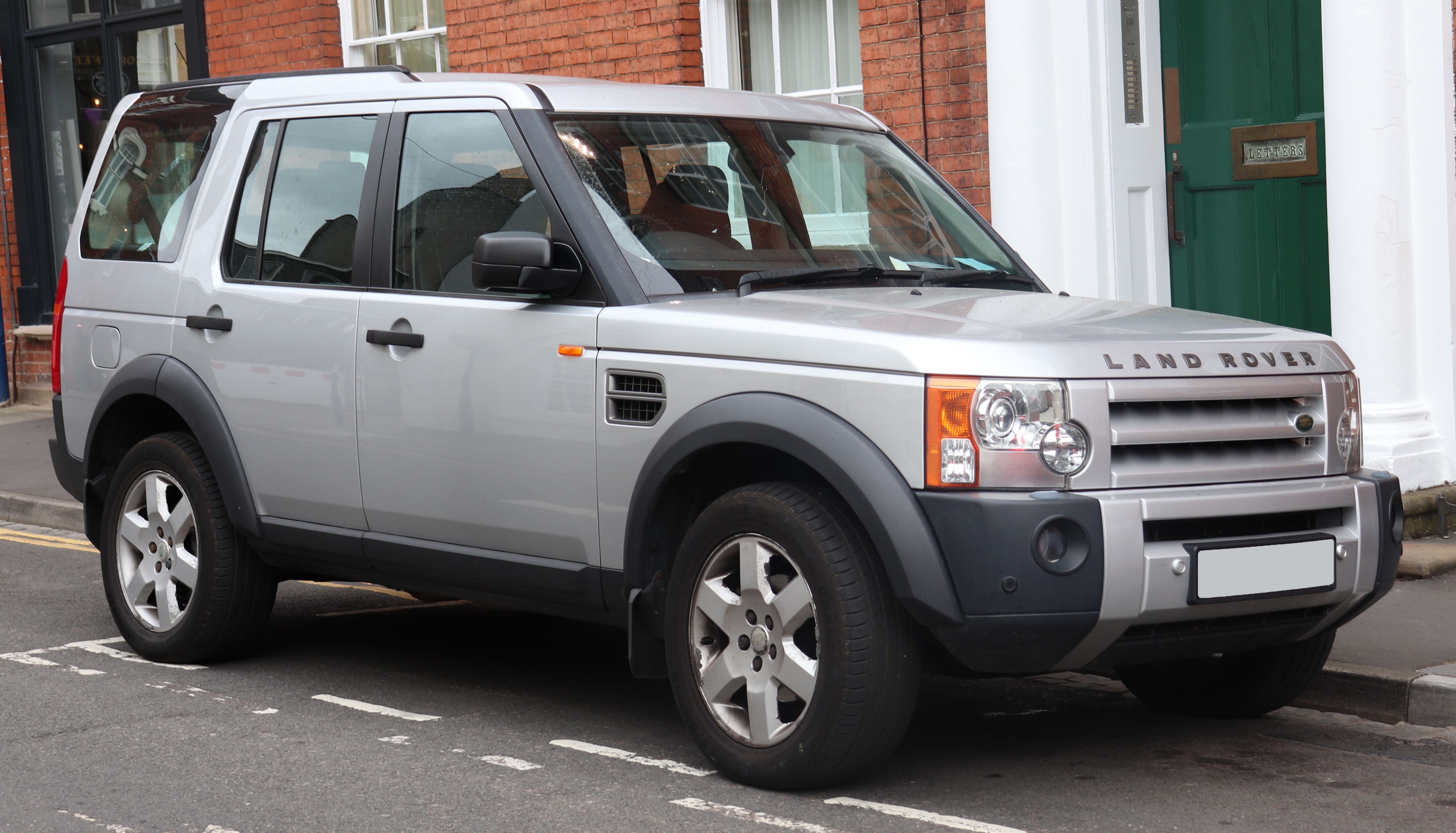
Land Rover LR3 2004 bis 2009
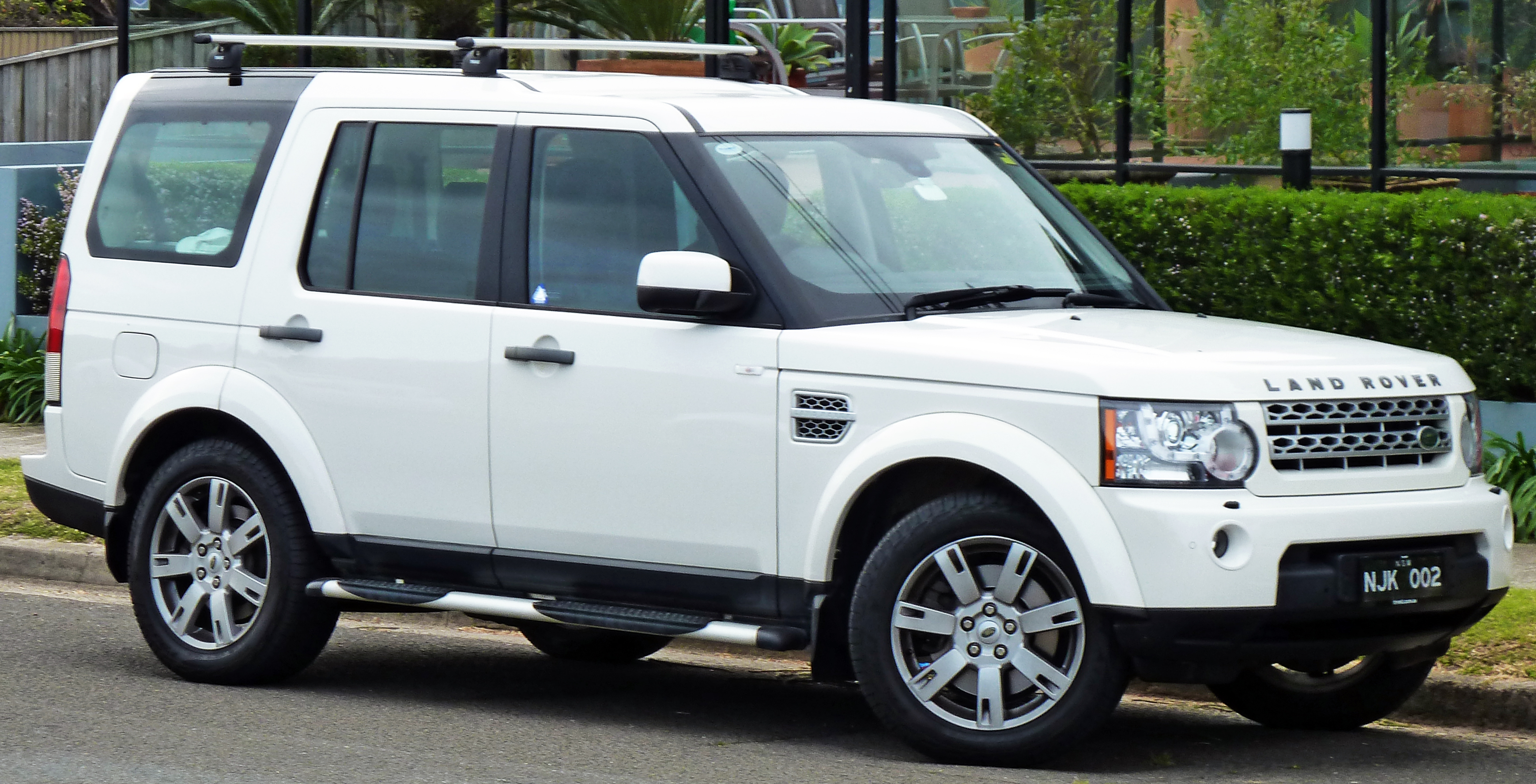
Land Rover LR4 2009 bis 2016